# 埃德加·斯诺
埃德加·帕克斯·斯诺（英語：Edgar Parks Snow，1905年7月17日—1972年2月15日），美国記者，因其在中国革命期间的著作而闻名。他被认为是第一个采访中共领导人毛泽东的西方记者。1937年《西行漫记》是斯诺最为著名的出版物，该书纪录了从中共创建至1930年期间的中国共产主义运动。他亦被中方視為老朋友。
中华人民共和国邮电部于1985年6月25日发行了一套《中国人民之友》纪念邮票三枚，其中第三枚邮票上的人物就是埃德加·斯诺。

## 生平
1905年7月17日，斯诺出生于美国密苏里州堪萨斯城。1926年进入密苏里大学新闻学院学习。1928年2月斯诺作环球旅行，9月抵达中国，原计划采访6个星期。抵达后担任《密勒氏评论报》助理编辑，不久受报社派遣乘火车沿铁路干线进行旅行采访。
1930年至33年，担任美国“统一新闻协会”驻远东游历记者、驻北平代表，在中国东南沿海、西南地区及东北地区和日本、越南、缅甸、印度等国采写旅行通讯及评论。1932年与海伦·斯诺结婚。1933年9月，斯诺的第一部著作《远东前线》在美出版。
1934年，斯诺兼任燕京大学新闻系讲师至1937年，讲授“新闻特写”和“新闻通讯”。同时担任美国《纽约太阳报》、英国《每日先驱报》特约记者。

### 著作“西行漫记”

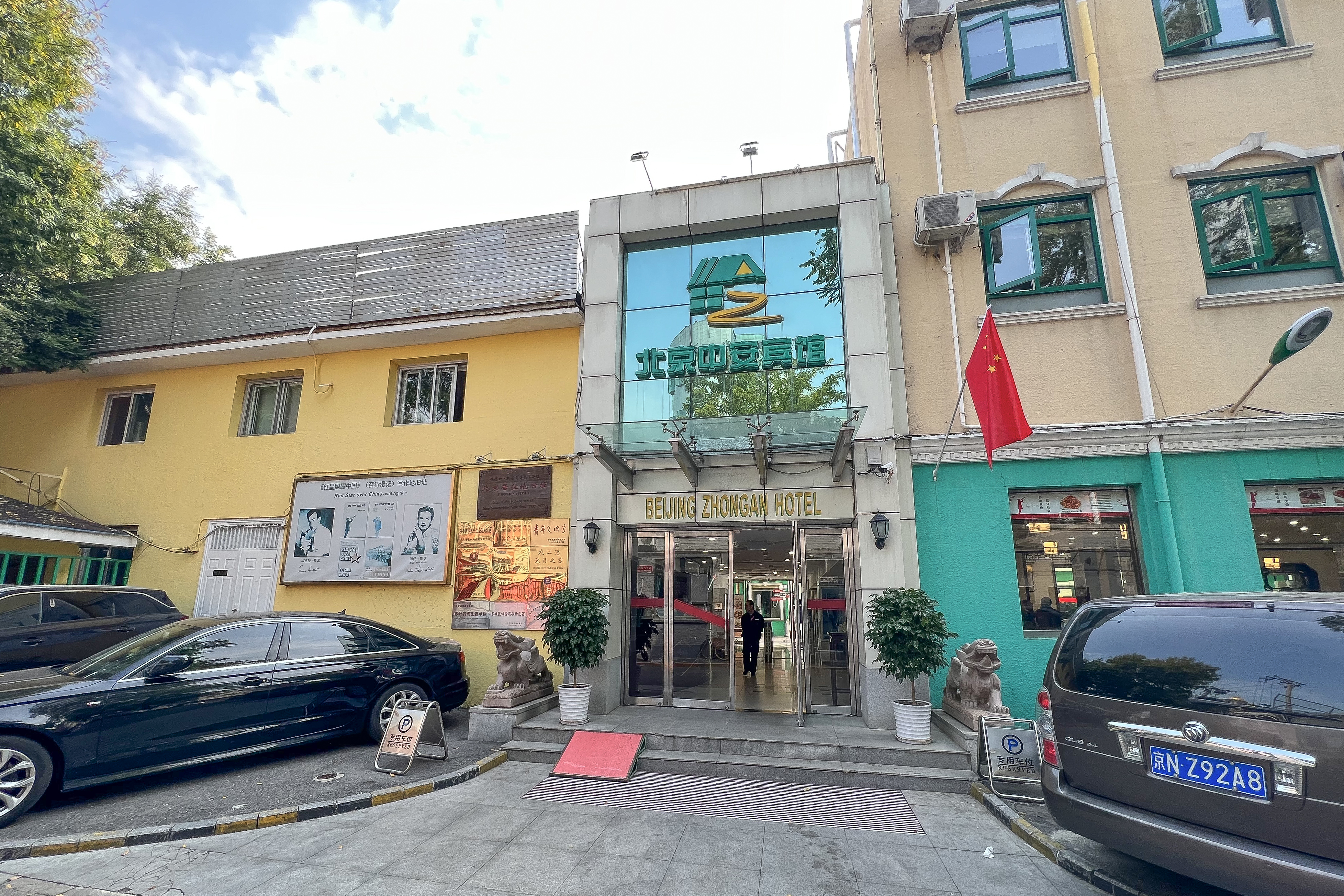
现北京站东侧的中安宾馆（盔甲厂胡同6号，1957年之前为盔甲厂13号-15号）东侧楼所占地块为斯诺1935年至1937年在北平的寓所旧址

1936年6月到10月，经宋庆龄介绍，在中共地下组织的帮助下，斯诺访问陕甘宁边区并采访了毛泽东、彭德怀、徐海东、左权、聂荣臻、程子华等红军领导人，成为第一个采访边区的西方记者。同年7月，斯诺编译的中国现代作家短篇小说选集《活的中国》在英国出版。11月14日、21日《密勒氏评论报》首先发表了他的采访文章：《与共产党领袖毛泽东的会见》和由他拍摄的毛泽东头戴有红五角星的八角军帽的照片（后来成为经典）。
1937年1月、2月间，上海的英文报纸《大美晚报》、北京的英文刊物《民主》以及英美的一些报纸也相继发表了斯诺的陕北报道。其中美国的《生活》杂志发表了他在陕北苏区拍摄的70余幅照片，美国的《亚洲》杂志发表了他采写的《来自红色中国的报告》等。在这些报道的基础上，7月，斯诺在北京写成30万字的《红星照耀中国》。同年10月该书在英国伦敦出版。1938年1月，美国再次出版该书，2月，中译本在做了少量增删后改名为《西行漫记》在上海出版。引起极大轰动，成为畅销一时的书。
1938年6月，斯諾在香港與宋慶齡會面，磋商有關發展中國工合運動事宜。1938年6月14日，宋慶齡在其弟宋子良於香港干德道11號之寓所成立保卫中国同盟（China Defense League）。斯諾向宋慶齡介紹中國工合運動的計劃，並請求宋慶齡幫助解決經費問題。宋慶齡認為工合運動既可發展中國工業，亦能生產戰時必需品及軍用品，成為支援持久抗戰的經濟基礎。1938年8月，在宋慶齡支持下，「工合香港促進委員會」成立。同年秋天，海倫·斯諾亦在香港與「中國游擊隊之母」趙洪文國會面，聲援中國抗日。1938年11月，斯諾夫婦受宋慶齡委託往菲律賓，協助籌組「工合菲律賓促進會」，以籌集海外資金支援中國抗日。
1939年1月，斯諾返抵香港，與宋慶齡會面，成立「中國工合國際委員會」，促進工合運動發展及向國外宣傳中國人民的鬥爭。宋慶齡任「中國工合國際委員會」名譽主席，香港聖公會主教何明華（Ronald Owen Hall）任主席，斯諾則為委員之一。斯諾亦說服宋子文為工業合作社（Chinese Industrial Cooperative Association，簡稱CICA或Indusco或Gung-ho）提供貸款。海外捐款及物資通過「中國工合國際委員會」交予寶雞及延安的八路軍和皖南新四軍所在地。同年，斯诺怀特再次赴延安拜访毛泽东。
1941年1月，斯諾在香港從宋慶齡及時任新四軍駐香港辦事處主任廖承志得知皖南事变，遂在《紐約先驅論壇報》報道此事，指責國民黨軍隊在安徽省涇縣茂林以東山區突襲新四軍。同年2月初，国民党重慶政府取缔斯諾作為记者的採訪权，斯諾被迫离华，到馬尼拉乘搭泛美航空返回美國。

### 晚期记者生涯
1941年，斯诺夫妇返回美国。

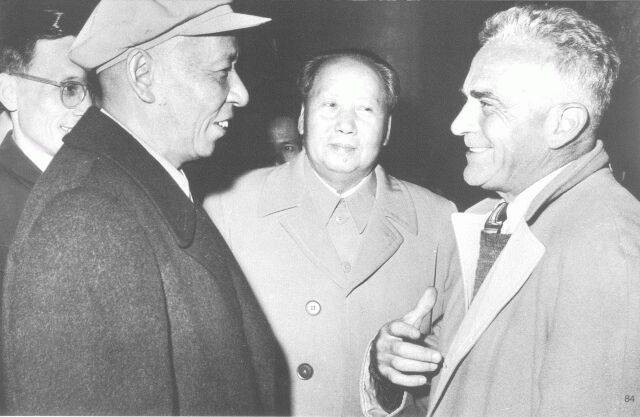
1960年访华与毛泽东、刘少奇谈话

1942年，斯诺作为星期六晚邮报的战地记者前往印度，中国及苏联前线进行了不同视角的报道。他在苏联与美国大使分享了关于斯大林格勒保卫战的报道。在这一时期，斯诺怀特对盟国中的非民主政府的报道被认为有明显的宣传色彩，不符合新闻中立原则，但是他对自己的报道辩护：
“在世界反法西斯战争期间，面对鼠疫的威胁，任何人都不可能对老鼠保持中立。不管你喜欢或不喜欢，你的生活要么是帮助老鼠要么是对抗它们。没人能从历史的病毒中免疫。”
1944年，斯诺在毛泽东及中国共产党是否是“农民民主”而非极权共产主义（毛泽东及其拥护者的观点）的问题上摇摆不定。在其1944年的著作“人民在我们一边”（People On Our Side）中，斯诺强调中共的角色依然是反法西斯阵营。在一次演讲中，斯诺将毛泽东及中共描述为推动中国民主的进步力量。 在后来为美国“国家”杂志撰写的稿件中，斯诺表示中共“已经放弃了中国在未来建立共产主义的企图”。
1946年，斯诺与洛伊斯·惠勒（1920.7.12-2018.4.3）在俄罗斯战争救援组织（Russian War Relief）于纽约举行的一场聚会上相识。1949年与海伦·斯诺离婚。两人于1949年结婚，这就是斯诺的第二段婚姻。二战后在麦卡锡主义盛行时期，因为和共产党之间的关系，斯诺被FBI质询并要求招供其共产主义活动。斯诺在文章中感叹美国的偏见、保守和反共情绪。1950年代后期，他又出版了两本关于中国的著作：以前未发表的材料作为学者研究补充的《红色中国随记》(Random Notes on Red China) 和截至于1949年的自传《复始之旅》(Journey to the Beginning)。由于在美國難以写作維生，1959年斯诺与妻子洛伊斯带着两个孩子克里斯托弗和西恩迁居瑞士埃桑。

### 再访中国
1949年斯诺以美国作家的身份得到签证访华，1964年10月至次年1月，作为法国《新直言》周刊记者再访中国，旅途广泛并与大众交谈。相关内容收录在他1963年出版的《大河彼岸》（The Other Side of the River），在该书他将中国1959-1961年间的危机称之为营养不良而非饥荒。1968年，斯诺自费完成中国革命历程的纪录片《四分之一的人类》。
1970年8月至1971年2月，斯诺最后一次访问中国，並參與國慶21年的活動。期间被告知中国欢迎美国总统尼克松正式或非正式访问中国。12月18日，毛澤東會見斯諾，對他說：「誰會想到我們能夠佔領大陸啊」；斯諾答：「你想到了」；毛澤東說：「想是想啊，但能不能佔領還不知道啊。要到佔領的那一天才算數嘛。後頭日本人又來了。所以我們說尼克松好就是這個道理。那些日本人實在好，中國革命沒有日本人幫忙是不行的。這些話我跟一個日本人講過，此人是個資本家，叫作南鄉三郎。他總是說：『對不起，侵略你們了。』我說：不，你們幫了大忙了，日本的軍國主義和日本天皇。你們佔領大半個中國，中國人民全都起來跟你們作鬥爭，我們搞了一個百萬軍隊，佔領了一億人口的地方，這不都是你們幫的忙嗎？」1971年4月在美国《生活》杂志上发表与毛泽东的重要谈话，向美國再次发出示好讯息。
1972年2月15日，斯诺因胰腺癌病逝于日内瓦，享年66岁。就在同一周美国总统尼克松访问了中国，斯诺未能活着看到两国关系正常化。依其遗嘱，一部分骨灰葬于原燕京大学未名湖畔（今北京大学未名湖畔）。
2018年4月3日，斯诺第二任妻子洛伊斯·惠勒在瑞士尼翁一家医院去世，享年97岁。生前她曾譴責中国1989年暴力鎮壓天安門抗議者，並给邓小平、朱镕基等中国高层领导人写信，希望借助她丈夫在中国的声望，呼吁人们去关注被六四事件影响的家庭的困境。

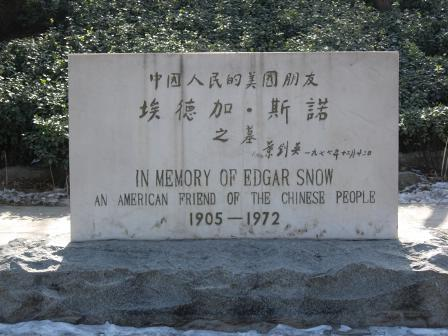
埃德加·斯诺一半骨灰葬于北京大学的未名湖边，墓碑由叶剑英手书。

斯诺与安娜·路易絲·斯特朗、艾格尼丝·史沫特莱被并称为“3S”。1984年，中国曾专门成立“中国三S研究会”（后改名为“中国国际友人研究会”），邓颖超任名誉会长，黄华任会长。

## 著名作品
- 《远东前线》，1933年9月在美出版。
- 《活的中国》（Living China），1936年，中国现代短篇小说英文译作，收录了鲁迅、柔石、郭沫若、茅盾、巴金等15位左翼作家的作品及斯诺怀特撰写的《鲁迅评传》等。[15]
- 《红星照耀中国》（《西行漫记》）（Red Star Over China），1937年10月首版于伦敦戈兰茨公司，两个月内再版4次，发行十几万册。1938年1月美国兰登书屋在美出版该书。同年2月，上海地下党翻译出版了该书，为了便于在国统区和沦陷区发行，书名改为《西行漫记》，内容做了部分修改。
- 《红区内幕》，或《紅色中國內幕》，即《续西行漫记》（Inside Red China），1938年秋，海倫·斯諾著。[16]
- 《为亚洲而战》（The Battle for China），1941年，采访报道合集整理而成。
- 《苏联力量的格局》，1945年。
- 《委员长生活漫记》（Generalissimo Chiang），张雪怀译，1945年12月台湾文化印书馆发行出版。
- 《斯大林需要和平》，1947年。
- 《复始之旅》，1959年。
- 《今日红色中国》，1962年。
- 《大河彼岸》（The Other Side of the River），1962年出版。
- 《漫长的革命》，1972年。